# Jimmy Jungermann
Hans James „Jimmy“ Jungermann (* 15. September 1914 in Konstantinopel (heute Istanbul, Türkei); † 13. August 1987 in München) war ein deutscher Redakteur, Programmgestalter und Moderator des Bayerischen Rundfunks.

## Leben
Jungermann betreute von 1945 bis 1987 Radiosendungen für den Bayerischen Rundfunk. Zwischen 1945 und 1977 fungierte er als Leiter der Abteilung Tanzmusik und Redakteur für leichte Unterhaltungsmusik im Bayerischen Rundfunk; daneben moderierte er selbst, zunächst (abwechselnd mit Werner Götze und Hanns-Gerhard Huber) die Sendung Mitternacht in München, die vom 2. Dezember 1947 an Platten und Live-Jazz vorstellte. Als Musikfreund und -sammler (vor allem Jazz, Swing und Unterhaltungsmusik) pflegte Jungermann Kontakte zu namhaften Musikgrößen und war wegen seiner unkonventionellen, bodenständigen Art der Moderation und seines umfangreichen Wissens über Musik und Film beim Publikum außerordentlich beliebt. Auch international war seine Expertise gefragt, so war er in den 1950er und 1960er Jahren regelmäßiger Autor des US-amerikanischen Magazins Billboard. Der studierte Zeitungswissenschaftler Jungermann verfasste auch drei Bücher, darunter ein frühes Porträt der Jazzsängerin Ella Fitzgerald. Auch nach seinem Ruhestand 1977 war Jungermann regelmäßig an Feiertagen in Sendungen wie Jungermanns Hitparade, Der bunte Teller und Jimmys Fundgrube mit bunt gemischten Musikprogrammen zu hören. Ende der 1940er, Anfang der 1950er Jahre war die bekannte Schlagertextdichterin Fini Busch Jungermanns Sekretärin. Ab 1948 war er mit der aus Berlin stammenden Schönheits- und Varietétänzerin Lylott (1921–2011) verheiratet.

## Schriften
- Schallplatten, mein Hobby: Plaudereien um eine Liebhaberei, Mercator Verlag, München 1958.
- Ella Fitzgerald, Jazz-Bücherei, Band 4, Wetzlar, Pegasus Verlag 1960.
- Mitarbeit an Willy Fritsch ...das kommt nicht wieder: Erinnerungen eines Filmschauspielers, Zürich, Classen 1963.